# 内モンゴルサッカー連盟
内モンゴルサッカー連盟（うちモンゴルさっかーれんめい）は、中華人民共和国の内モンゴル自治区にかつて存在した、サッカー内モンゴル代表を運営するサッカー協会である。1960年代から1980年代にかけて活動していた。

## 主な組織チーム
- サッカー内モンゴル代表
- サッカー蒙古聯合自治政府代表